# In My Life (The Beatles)
In My Life is een lied dat in 1965 werd uitgebracht op het album Rubber Soul van de Britse popgroep The Beatles. Het lied staat op naam van het schrijversduo Lennon-McCartney. John Lennon en Paul McCartney verschillen echter van mening over McCartneys bijdrage aan het nummer. Volgens Lennon schreef hij zelf het grootste deel van de liedtekst en de muziek van het nummer, maar hielp McCartney hem bij het schrijven van de brug van het nummer. McCartney herinnert zich echter dat hij de melodie van het nummer schreef en meehielp met het schrijven van de liedtekst. Het nummer is gecoverd door diverse bekende artiesten zoals Johnny Cash en Bette Midler.

## Achtergrond
John Lennon beschouwde In My Life als het eerste echt goede nummer dat hij schreef. Volgens hem was hij voor die tijd niet echt geïnteresseerd in het schrijven van goede teksten, maar ging het vooral om de muziek. Dat veranderde toen een journalist hem na het uitkomen van zijn eerste boek, In His Own Write, vroeg waarom hij niet over de onderwerpen in zijn boek schreef in zijn nummers en waarom hij in zijn nummers niet over zijn jeugd schreef. Hierdoor kreeg Lennon het idee om een lied over zijn leven te schrijven.
Lennon schreef In My Life in zijn huis in Weybridge, Engeland. Op een dag probeerde hij een tijd lang - zonder succes - een nummer te schrijven. In eerste instantie ging de tekst over een busrit van het huis van zijn tante Mimi aan Menlove Avenue in Liverpool naar het centrum van de stad. Zoals hieronder te zien is benoemde Lennon hierbij de plekken, zoals Penny Lane, die hij onderweg tegenkwam.
Penny Lane is the one I'm missing

Up Church Street on the clock tower

In the circle of the abbey

I have seen such happy hours

Past the tramsheds with no trains

On the five bus into town

Past the Dutch and St Columbus

To the clockers' umbrella that they pulled down.

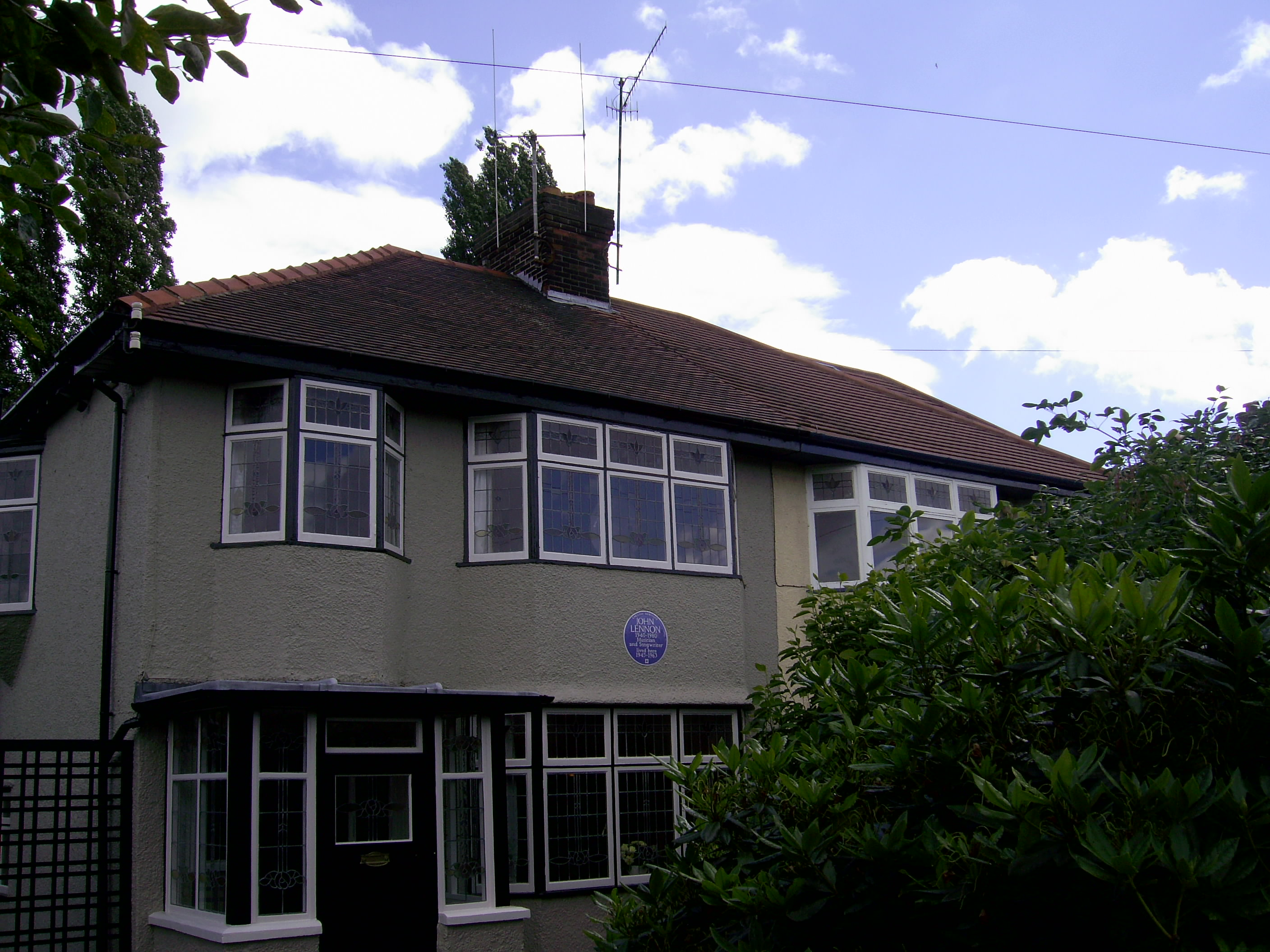
In My Life begon als beschrijving van een busrit van Lennons huis in Liverpool naar het centrum.

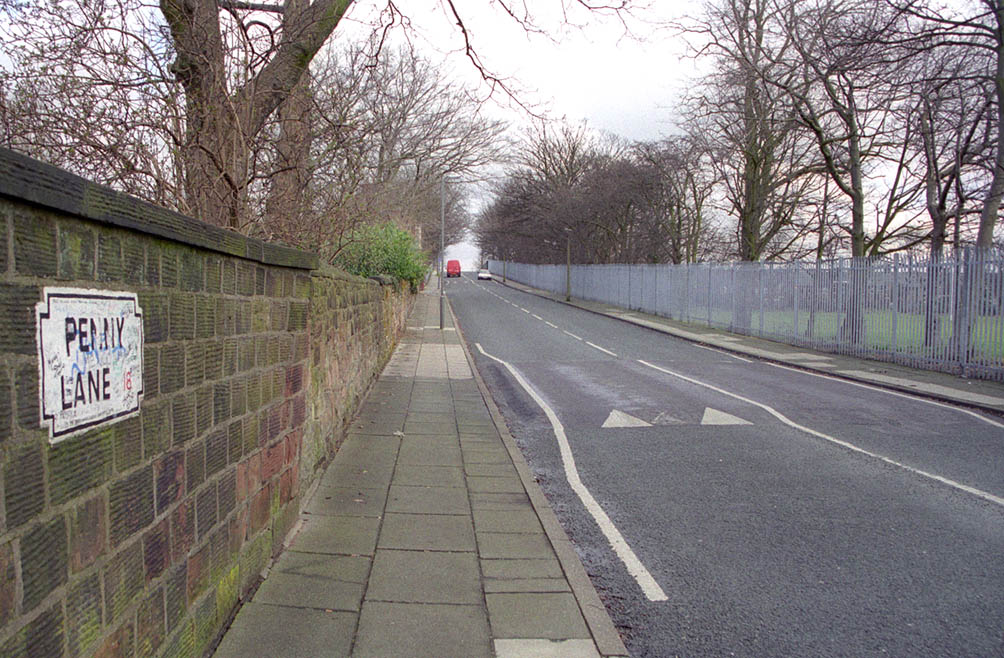
"Penny Lane" werd genoemd in de originele liedtekst van In My Life.

Lennon was echter niet tevreden over deze tekst. Pas toen hij op het punt stond om het op te geven, kwam hij op het idee voor In My Life. Nadat Lennon de tekst van het nummer geschreven had, schreef hij de muziek en de melodie van het lied. Lennon herinnert zich dat hij hulp kreeg van McCartney bij het schrijven van de brug van het nummer.

Now Paul helped write the middle-eight melody. The whole lyrics were already written before Paul had even heard it. In In My Life, his contribution melodically was the harmony and the middle eight itself.
— John Lennon (1980)

Paul McCartney heeft echter bestreden dat In My Life voor het grootste deel is geschreven door Lennon. McCartney herinnert zich dat hij op een dag arriveerde in Lennons huis en dat deze toen de eerste regels van het nummer geschreven had. Volgens McCartney had Lennon echter nog geen melodie voor deze regels bedacht. McCartney stelde daarop voor dat Lennon even pauze nam, terwijl McCartney in de tussentijd zou proberen een melodie voor het nummer te schrijven. Vervolgens schreef McCartney de hele melodie waarbij hij probeerde in de stijl van Smokey Robinson and the Miracles te blijven. Toen McCartney de melodie aan Lennon liet horen, was deze tevreden en samen schreven ze daarna de rest van de tekst op deze melodie.

I remember he had the words, like a poem... sort of about faces he remembered. I recall going off for half an hour and sitting with a Mellotron he had, writing the tune. Which was Miracles inspired, as I remember.
— Paul McCartney, 1984

Het is onduidelijk welke van deze twee verklaringen de juiste is. McCartney heeft erop gewezen dat de melodie van In My Life beter past bij zijn stijl dan die van Lennon. Daarnaast lijken sommige passages uit de tekst, zoals "There is no one compares with you", beter te passen bij de romantisch aangelegde McCartney dan bij Lennon die in deze periode ontevreden met zijn leven en zijn huwelijk was. De diverse handgeschreven teksten op het internet zijn echter geschreven door Lennon.

## Opnamen

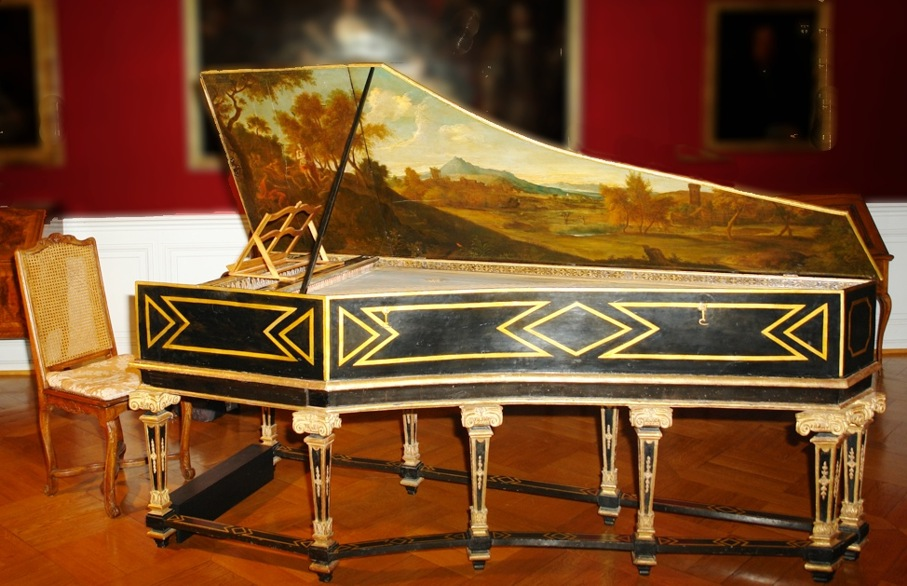
Door de pianosolo op dubbele snelheid af te spelen, klonk deze als een klavecimbel.

The Beatles begonnen op 18 oktober 1965 aan de opnamen van In My Life in de Abbey Road Studios in Londen. Nadat ze het nummer enige tijd geoefend hadden, namen ze daarna drie takes van het nummer op. De derde take was de beste take. Hierbij werd de brug van het nummer niet opgevuld met een zangpartij.
Op 22 oktober werd de brug van het nummer door producer George Martin, op suggestie van John Lennon, opgevuld met een barokke pianosolo. De solo die Martin in gedachten had, was echter voor hem te moeilijk om op normale snelheid te spelen. Daarom speelde hij tijdens het opnemen solo half zo langzaam als bedoeld. Daarna werd de opgenomen solo op dubbele snelheid afgespeeld, waardoor het geluid van de piano ging lijken op dat van een klavecimbel.

## Release en ontvangst
In My Life werd in Groot-Brittannië en de Verenigde Staten uitgebracht op het album Rubber Soul op respectievelijk 3 en 6 december 1965. Het nummer wordt door critici beschouwd als een van de beste nummers op Rubber Soul en als een van de beste nummers uit het gehele oeuvre van The Beatles.

## Covers
Het nummer is een groot aantal malen gecoverd, onder meet door de volgende artiesten;
- Johnny Cash
- Bette Midler
- Twiggy, in een aflevering van de Muppet Show
- Crosby, Stills & Nash.[6]
- George Harrison speelde het in 1974 bij zijn eerste tournee na het uiteengaan van de Beatles; de tekst was gewijzigd tot "In my life I love God more".

## Credits
- John Lennon - zang, slaggitaar
- Paul McCartney - achtergrondzang, basgitaar
- George Harrison - achtergrondzang, gitaar
- Ringo Starr - drums, bellen
- George Martin - piano, tamboerijn

## NPO Radio 2 Top 2000
| Nummer met noteringen in de NPO Radio 2 Top 2000 | '00 | '01 | '02 | '03 | '04 | '05 | '06 | '07 | '08 | '09 | '10 | '11 | '12 | '13 | '14 | '15 | '16 | '17  | '18  | '19  | '20  | '21  | '22  | '23  | '24  |
| ------------------------------------------------ | --- | --- | --- | --- | --- | --- | --- | --- | --- | --- | --- | --- | --- | --- | --- | --- | --- | ---- | ---- | ---- | ---- | ---- | ---- | ---- | ---- |
| In My Life                                       | 415 | 459 | 596 | 514 | 631 | 589 | 584 | 539 | 562 | 619 | 700 | 837 | 759 | 825 | 969 | 728 | 997 | 1040 | 1442 | 1356 | 1436 | 1495 | 1367 | 1274 | 1178 |

1. ↑  Een vetgedrukt getal geeft de hoogste notering aan.
2. ↑  2000 was het eerste jaar met een notering voor dit nummer.